# خوزه میگل
خوزه میگل (انگلیسی: José Miguel؛ زادهٔ ۲۳ ژوئن ۱۹۶۹) بازیکن فوتبال اهل آرژانتین است.
از باشگاه‌هایی که در آن بازی کرده‌است می‌توان به باشگاه فوتبال ریور پلاته اشاره کرد.